# Rhexia ambigua
Rhexia ambigua är en insektsart som beskrevs av Richter. Rhexia ambigua ingår i släktet Rhexia och familjen hornstritar. Inga underarter finns listade i Catalogue of Life.